# Amauropelma medogensis
Espèce
Amauropelma medogensis est une espèce d'araignées aranéomorphes de la famille des Ctenidae.

## Distribution
Cette espèce est endémique de la Tibet au Chine,. Elle se rencontre dans le xian de Mêdog.

## Description
Le mâle holotype mesure 5,71 mm et la femelle paratype 6,87 mm, les mâles mesurent de 5,35 à 5,87 mm et les femelles de 6,34 à 6,94 mm.

## Systématique et taxinomie
Cette espèce a été décrite par Wang, Irfan, Zhang et Zhang en 2024.

## Étymologie
Son nom d'espèce, composé de medog et du suffixe latin -ensis, « qui vit dans, qui habite », lui a été donné en référence au lieu de sa découverte, le xian de Mêdog.

## Publication originale
(mai 2024).
- Wang, Irfan, Zhang & Zhang, 2024 : « On three species of ctenids (Araneae: Ctenidae) from Tibet, China. » Zootaxa, no 5458(1), p. 119-129.